# SALOME
SALOME è una piattaforma di calcolo scientifico gratuita (GNU Lesser General Public License) che permette la realizzazione di studi industriali di una simulazione fisica. 
Questa piattaforma, sviluppata in collaborazione con EDF e CEA, crea un ambiente per i vari stadi di uno studio che devono essere realizzati: dalla creazione del modello CAD e delle meshing, fino al post-processing e la visualizzazione dei risultati, includendo la sequenza degli schemi di calcolo. Sono implementante anche altre funzionalità, quali l'integrazione dei dati e il trattamento delle incertezze. 
SALOME non include risolutori fisici, ma fornisce l'ambiente IT necessario alla loro integrazione. L'ambiente SALOME funge da base per la creazione di piattaforme disciplinari, come  salome_meca  (che include code_aster), salome_cfd  (con code_saturn) e SALOME_HYDRO Archiviato il 20 gennaio 2022 in Internet Archive. (con TELEMAC-MASCARET). 
È inoltre possibile creare strumenti di business per una specifica applicazione (per esempio ingegneria civile, dinamiche rapide per condutture o macchine rotanti, tutte disponibili in salome_meca), per le quali le interfacce grafiche specializzate facilitano la prestazione dello studio. 
Oltre all'uso di SALOME attraverso la sua interfaccia grafica, la maggior parte delle funzionalità sono raggiungibili via Python API. 
Per quanto riguarda la distribuzione, SALOME è disponibile sul sito ufficiale. 

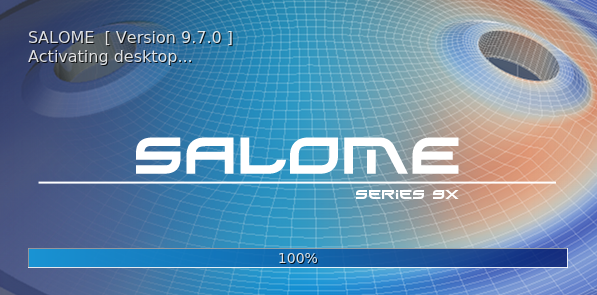
Schermata iniziale di SALOME 9.7

Annualmente ha luogo il "SALOME User's Day", con presentazione dei successi ottenuti con SALOME in vari campi di applicazione, sia che siano avvenuti in EDF, CEA oppure altrove. Le presentazioni delle edizioni precedenti sono disponibili sul sito web Archiviato il 20 gennaio 2022 in Internet Archive.. 

## Storia e Consorzio
Lo sviluppo di SALOME inizia negli anni 2000 con una collaborazione RNTL (Rete Nazionale delle Tecnologie Software), costituita da 9 partner, tra cui EDF, CEA e OpenCascade. L'acronimo SALOME sta per "Simulazioni Numeriche di OPEN Source Software Architecture e Metodologie Evolutive". Nel 2020, la partnership si concentrerà sulle applicazioni industriali nell'ambito energetico, e sarà formata da EDF e CEA. 

## Il formato MED
Il formato MED Archiviato il 19 gennaio 2022 in Internet Archive.  (Modello per lo scambio dei dati) è una specializzazione dello standard HDF5. È di proprietà congiunta di EDF e CEA. MED costituisce il modello di scambio dati di SALOME. Il modello dei dati MED permette una rappresentazione standardizzata delle mesh e dei campi di risultati indipendentemente dalla fisica simulata. La libreria MED è sviluppata in C e C++, e dispone di API in C, FORTRAN e Python.   

## Funzionalità disponibili

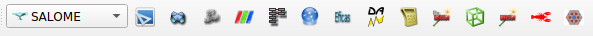
Barra del modulo SALOME 9.7

La maggior parte dei moduli sono accessibili sia tramite GUI sia attraverso script Python. Tuttavia, alcuni moduli possono essere utilizzati esclusivamente attraverso codice (via script python). 
Segue una lista dei moduli disponibili con l'interfaccia grafica di SALOME 9.7 4.5, che sono anche accessibili via script python: 
- Shaper: Modellatore CAD parametrico e variazionale per la creazione di modelli geometrici in simulazioni fisiche in applicazioni industriali, compatibile con i formati STEP, IGES e BREP.
- GEOM: questo componente fornisce funzionalità multiple per la creazione, visualizzazione e modifica di modelli CAD geometrici.
- SMESH: generatore di mesh, compatibile con i formati UNV, MED Archiviato il 19 gennaio 2022 in Internet Archive. , STL, CGNS, SAUV e GMF, e che in particolare contiene la suite MeshGems (sviluppata dall'azienda Distene, sotto licenza a pagamento), gli algoritmi NetGen , funzioni per la gestione del materiale e operazioni di controllo qualità.
- ParaViS: modulo per la visualizzazione scientifica avanzata, basato sul software gratuiro ParaView sviluppato dall'azienda Kitware.
- YACS: orchestratore di calcolo.
- JobManager: modulo remoto per il lancio dei calcoli.
- EFICAS: modulo per la creazione di interfacce per l'inserimento dei dati e per la validazione dinamica dei dataset;
- ADAO: integrazione dati e modulo per la regolazione dei parametri
- HOMARD: modulo per l'adattamento delle mesh, eliminando gli elementi secondo un dato criterio (area, criterio d'errore dato dal calcolo fisico, ecc..)
- PERSALYS: interfaccia grafica per l'uso di OpenTURNS , uno strumento per la gestione delle incertezze e analisi statistiche;

I moduli accessibili esclusivamente in python sono: 
- MEDCoupling: libreria per la gestione delle mesh e dei campi, accessibile solo tramite script Python (non esiste interfaccia grafica);
- Melissa: libreria per il post-processing statistico in tempo reale per studi di sensitività, accessibile solo tramite script Python (non esiste interfaccia grafica);

## Versioni Disponibili
SALOME è disponibile per diversi sistemi operativi UNIX e per Windows. 
Versioni specifiche che contengono pacchetti specifici per la loro applicazione sono prodotte da EDF e da CEA. Le differenti versioni possono essere scaricate dal sito web ufficiale di SALOME5,6 e dai siti delle piattaforme disciplinari. 